# Funzioni di Airy
In matematica le funzioni di Airy sono due funzioni speciali indicate rispettivamente con {\displaystyle \mathrm {Ai} (x)} e {\displaystyle \mathrm {Bi} (x)} che traggono il nome da quello dell'astronomo inglese George Biddell Airy (1801-1892). Esse costituiscono le soluzioni dell'equazione differenziale ordinaria, detta "di Airy",
{\displaystyle f''-xf=0.}
Questa è la più semplice equazione differenziale lineare del secondo ordine dotata di un punto in cui il carattere delle soluzioni passa da oscillatorio a esponenziale. Spesso con il nome di "funzione di Airy" si intende la sola {\displaystyle \mathrm {Ai} (x)}. Tale funzione può sorgere per esempio dall'equazione di Helmholtz in una sola dimensione (ordinaria):
{\displaystyle f''+k(x)^{2}f=0,}
nel caso in cui la componente del vettore d'onda dipenda dalla radice della direzione:
{\displaystyle k(x)^{2}=x.}

## Storia
La funzione di Airy prende il nome dall'astronomo inglese George Biddell Airy, che la incontrò nei suoi studi di ottica (Airy 1838). La notazione {\displaystyle \mathrm {Ai} (x)} fu introdotta da Harold Jeffreys. Airy è diventato l'astronomo reale inglese nel 1835, e tenne il posto fino al suo pensionamento nel 1881.

## Definizioni

Grafico di in rosso e di in blu

Per valori reali della {\displaystyle x}, la funzione di Airy {\displaystyle \mathrm {Ai} (x)} viene definita dal seguente integrale improprio:
{\displaystyle \mathrm {Ai} (x):={\frac {1}{\pi }}\int _{0}^{\infty }\cos \left({\frac {t^{3}}{3}}+xt\right)dt\equiv {\dfrac {1}{\pi }}\lim _{b\to \infty }\int _{0}^{b}\cos \left({\dfrac {t^{3}}{3}}+xt\right)\,dt.}
L'integrale quando {\displaystyle b\to \infty } converge anche se l'integrando non si annulla a causa delle rapide oscillazioni, per il lemma di Riemann-Lebesgue (la loro presenza può essere verificata effettuando una integrazione per parti). 
Derivando sotto il simbolo di integrale, si ottiene che {\displaystyle f=\mathrm {Ai} (x)} soddisfa l'equazione differenziale di Airy:
{\displaystyle f''-xf=0.}
Questa equazione ha due soluzioni linearmente indipendenti. A meno di una costante moltiplicativa, {\displaystyle \mathrm {Ai} (x)} è la soluzione soggetta alla condizione {\displaystyle f\to 0} se {\displaystyle x\to +\infty }. La scelta standard per l'altra soluzione è la funzione di Airy del secondo tipo, indicata con {\displaystyle \mathrm {Bi} (x)}. Questa soluzione ha la stessa ampiezza di oscillazione di {\displaystyle \mathrm {Ai} (x)} per {\displaystyle x\to -\infty }, ma sfasata di {\displaystyle \pi /2}.
{\displaystyle \mathrm {Bi} (x)={\frac {1}{\pi }}\int _{0}^{\infty }\left[\exp \left(-{\tfrac {t^{3}}{3}}+xt\right)+\sin \left({\tfrac {t^{3}}{3}}+xt\right)\,\right]dt.}

## Proprietà
I valori di {\displaystyle \mathrm {Ai} (x)} e {\displaystyle \mathrm {Bi} (x)} e delle loro derivate per {\displaystyle x=0} sono dati da
{\displaystyle {\begin{aligned}\mathrm {Ai} (0)&{}={\frac {1}{3^{\frac {2}{3}}\Gamma ({\tfrac {2}{3}})}},&\quad \mathrm {Ai} '(0)&{}=-{\frac {1}{3^{\frac {1}{3}}\Gamma ({\tfrac {1}{3}})}},\\\mathrm {Bi} (0)&{}={\frac {1}{3^{\frac {1}{6}}\Gamma ({\tfrac {2}{3}})}},&\quad \mathrm {Bi} '(0)&{}={\frac {3^{\frac {1}{6}}}{\Gamma ({\tfrac {1}{3}})}}.\end{aligned}}}
Qui {\displaystyle \Gamma } denota la funzione Gamma. Segue che il Wronskiano di {\displaystyle \mathrm {Ai} (x)} e {\displaystyle \mathrm {Bi} (x)} per {\displaystyle x=0} vale {\displaystyle 1/\pi }.
Quando {\displaystyle x} è positivo, {\displaystyle \mathrm {Ai} (x)} è positiva, concava e decrescente esponenzialmente a zero, mentre {\displaystyle \mathrm {Bi} (x)} è positiva, convessa e crescente esponenzialmente. Quando {\displaystyle x} è negativo, {\displaystyle \mathrm {Ai} (x)} e {\displaystyle \mathrm {Bi} (x)} oscillano intorno a zero con frequenza crescente e ampiezza decrescente. Questo è ottenibile dalle sottostanti formule asintotiche delle funzioni di Airy.
Le funzioni di Airy sono ortogonali, nel senso che
{\displaystyle \int _{-\infty }^{\infty }\mathrm {Ai} (t+x)\mathrm {Ai} (t+y)dt=\delta (x-y).}

## Argomenti complessi
Si può estendere la definizione di funzione di Airy al piano complesso definendo
{\displaystyle \mathrm {Ai} (z)={\frac {1}{2\pi i}}\int \exp \left({\frac {t^{3}}{3}}-zt\right)\,dt,}
dove l'integrale è definito su un percorso che inizia in un punto all'infinito con argomento {\displaystyle -\pi /3} e finisce in un punto all'infinito con argomento {\displaystyle \pi /3}. Alternativamente, possiamo usare l'equazione differenziale {\displaystyle f''-xf=0} per estendere {\displaystyle \mathrm {Ai} (x)} e {\displaystyle \mathrm {Bi} (x)} a funzioni intere sul piano complesso.

### Grafici
| {\displaystyle \Re \left[\mathrm {Ai} (x+iy)\right]} | {\displaystyle \Im \left[\mathrm {Ai} (x+iy)\right]} | {\displaystyle \|\mathrm {Ai} (x+iy)\|\,} | {\displaystyle \arg \left[\mathrm {Ai} (x+iy)\right]\,} |
| ---------------------------------------------------- | ---------------------------------------------------- | ----------------------------------------- | ------------------------------------------------------- |
|                                                      |                                                      |                                           |                                                         |
|                                                      |                                                      |                                           |                                                         |

| {\displaystyle \Re \left[\mathrm {Bi} (x+iy)\right]} | {\displaystyle \Im \left[\mathrm {Bi} (x+iy)\right]} | {\displaystyle \|\mathrm {Bi} (x+iy)\|\,} | {\displaystyle \arg \left[\mathrm {Bi} (x+iy)\right]\,} |
| ---------------------------------------------------- | ---------------------------------------------------- | ----------------------------------------- | ------------------------------------------------------- |
|                                                      |                                                      |                                           |                                                         |
|                                                      |                                                      |                                           |                                                         |

## Formule asintotiche

(in blu) e la forma asintotica sinusoidale/esponenziale di (in violetto)

(in blu) e la forma asintotica sinusoidale/esponenziale di (in violetto)

Il comportamento asintotico delle funzioni di Airy con {\displaystyle |z|} tendente all'infinito mantenendo costante il valore di {\displaystyle \arg(z)} dipende da quest'ultimo: questo è chiamato il fenomeno di Stokes. Per {\displaystyle |\arg(z)|<\pi } si ha la seguente stima asintotica per {\displaystyle \mathrm {Ai} (z)}:
{\displaystyle \mathrm {Ai} (z)\sim {\dfrac {e^{-{\frac {2}{3}}z^{\frac {3}{2}}}}{2{\sqrt {\pi }}\,z^{\frac {1}{4}}}}\left[\sum _{n=0}^{\infty }{\dfrac {(-1)^{n}\Gamma (n+{\frac {5}{6}})\Gamma (n+{\frac {1}{6}})\left({\frac {3}{4}}\right)^{n}}{2\pi n!z^{3n/2}}}\right].}
Se ne ha una uguale per {\displaystyle \mathrm {Bi} (z)}, ma applicabile solo quando {\displaystyle |\arg(z)|<\pi /3}:
{\displaystyle \mathrm {Bi} (z)\sim {\frac {e^{{\frac {2}{3}}z^{\frac {3}{2}}}}{{\sqrt {\pi }}\,z^{\frac {1}{4}}}}\left[\sum _{n=0}^{\infty }{\dfrac {\Gamma (n+{\frac {5}{6}})\Gamma (n+{\frac {1}{6}})\left({\frac {3}{4}}\right)^{n}}{2\pi n!z^{3n/2}}}\right].}
Delle formule più accurate per {\displaystyle \mathrm {Ai} (z)} e per {\displaystyle \mathrm {Bi} (z)} quando {\displaystyle \pi /3<|\arg(z)|<\pi } o, equivalentemente, per {\displaystyle \mathrm {Ai} (-z)} e {\displaystyle \mathrm {Bi} (-z)} quando {\displaystyle |\arg(z)|<2\pi /3} ma non zero, sono:
{\displaystyle {\begin{aligned}\mathrm {Ai} (-z)&{}\sim {\frac {\sin \left({\frac {2}{3}}z^{\frac {3}{2}}+{\frac {\pi }{4}}\right)}{{\sqrt {\pi }}\,z^{\frac {1}{4}}}}\\[6pt]\mathrm {Bi} (-z)&{}\sim {\frac {\cos \left({\frac {2}{3}}z^{\frac {3}{2}}+{\frac {\pi }{4}}\right)}{{\sqrt {\pi }}\,z^{\frac {1}{4}}}}.\end{aligned}}}
Segue dal loro comportamento asintotico che sia {\displaystyle \mathrm {Ai} (x)} e {\displaystyle \mathrm {Bi} (x)} hanno un'infinità di zeri nell'asse reale negativo. La funzione {\displaystyle \mathrm {Ai} (x)} non ha altri zeri nel piano complesso, mentre la funzione {\displaystyle \mathrm {Bi} (x)} ha anche un'infinità di zeri nel settore {\displaystyle \{z\in \mathbb {C} :\pi /3<|\arg(z)|<\pi /2\}}.
Quando {\displaystyle \arg(z)=0}, cioè per i numeri reali, queste sono buoni approssimazioni ma non sono asintotiche poiché il rapporto fra {\displaystyle \mathrm {Ai} (-z)} o {\displaystyle \mathrm {Bi} (-z)} e l'approssimazione sovrastante tende ad infinito ogni volta che il seno o il coseno si annullano.
Stime asintotiche per questi limite sono comunque disponibili e sono elencate in (Abramowitz and Stegun, 1954) e (Olver, 1974).

## Relazioni con altre funzioni speciali
Per argomenti positivi, le funzioni di Airy sono collegate alle funzioni di Bessel modificate:
{\displaystyle \mathrm {Ai} (x)={\frac {1}{\pi }}{\sqrt {{\frac {1}{3}}x}}\,K_{1/3}\left({\frac {2}{3}}x^{3/2}\right),}
{\displaystyle \mathrm {Bi} (x)={\sqrt {{\frac {1}{3}}x}}\left[I_{1/3}\left({\frac {2}{3}}x^{3/2}\right)+I_{-1/3}\left({\frac {2}{3}}x^{3/2}\right)\right].}
Dove {\displaystyle I_{\pm 1/3}} e {\displaystyle K_{1/3}} sono soluzioni di 
{\displaystyle x^{2}f''+xf'-(x^{2}+1/9)f=0.}
La derivata prima della funzione di Airy è
{\displaystyle \mathrm {Ai'} (x)=-{\frac {x}{\pi {\sqrt {3}}}}\,K_{\frac {2}{3}}\left({\tfrac {2}{3}}x^{\frac {3}{2}}\right).}
Per argomenti negativi, le funzioni di Airy sono collegate alle funzioni di Bessel:
{\displaystyle \mathrm {Ai} (-x)={\frac {1}{3}}{\sqrt {x}}\left[J_{1/3}\left({\frac {2}{3}}x^{3/2}\right)+J_{-1/3}\left({\frac {2}{3}}x^{3/2}\right)\right],}
{\displaystyle \mathrm {Bi} (-x)={\sqrt {\frac {x}{3}}}\left[J_{-1/3}\left({\frac {2}{3}}x^{3/2}\right)-J_{1/3}\left({\frac {2}{3}}x^{3/2}\right)\right].}
Dove {\displaystyle J_{\pm 1/3}} sono soluzioni di
{\displaystyle x^{2}f''+xf'+(x^{2}-1/9)f=0.}
Le funzioni di Scorer, che risolvono l'equazione {\displaystyle f''-xf=1/\pi }, possono anche essere espresse in termini delle funzioni di Airy:
{\displaystyle \mathrm {Gi} (x)=\mathrm {Bi} (x)\int _{x}^{\infty }\mathrm {Ai} (t)\,dt+\mathrm {Ai} (x)\int _{0}^{x}\mathrm {Bi} (t)\,dt,}
{\displaystyle \mathrm {Hi} (x)=\mathrm {Bi} (x)\int _{-\infty }^{x}\mathrm {Ai} (t)\,dt-\mathrm {Ai} (x)\int _{-\infty }^{x}\mathrm {Bi} (t)\,dt.}

## Trasformata di Fourier
Usando la definizione di funzione di Airy {\displaystyle \mathrm {Ai} (x)}, è semplice mostrare che la sua trasformata di Fourier è data da
{\displaystyle {\mathcal {F}}(\mathrm {Ai} )(k):=\int _{-\infty }^{\infty }\mathrm {Ai} (x)\ e^{-2\pi ikx}\,dx=e^{{\frac {i}{3}}(2\pi k)^{3}}.}

## Applicazioni
La funzione di Airy è la soluzione dell'equazione di Schrödinger per una particella confinata in una buca di potenziale triangolare e per una particella in un campo unidimensionale uniforme di forze. Per lo stesso motivo, questa funzione serve a fornire un'approssimazione uniforme vicino ad un punto di svolta nell'approssimazione WKB, dove il potenziale può essere approssimato localmente da una funzione lineare della posizione. La soluzione della buca di potenziale triangolare è direttamente rilevante per la comprensione di molti dispositivi a semiconduttore.
La funzione di Airy inoltre sottolinea la forma dell'intensità vicino a una caustica ottica direzionale, come quella dell'arcobaleno. Storicamente, fu questo problema matematico che portò Airy a sviluppare questa funzione speciale.

## Funzione Zeta di Airy
La funzione Zeta di Airy, studiata da Crandall (1996), è una funzione analoga alla funzione zeta di Riemann e relativa agli zeri della funzione {\displaystyle \mathrm {Ai} (x)}. 
Detta {\displaystyle a_{1}}, {\displaystyle a_{2}}, ... la successione degli {\displaystyle x} in cui {\displaystyle \mathrm {Ai} (x)=0}, ordinati in base al loro valore assoluto, la funzione Zeta di Airy è definita dalla serie
{\displaystyle \zeta _{\mathrm {Ai} }(s)=\sum _{i=1}^{\infty }{\frac {1}{|a_{i}|^{s}}}.}
Questa serie converge quando la parte reale di {\displaystyle s} è maggiore di {\displaystyle 3/2} e può essere estesa per prolungamento analitico ad altri valori di {\displaystyle s}. Come la funzione Zeta di Riemann, il cui valore {\displaystyle \zeta (2)=\pi ^{2}/6} è la soluzione al problema di Basilea, la funzione Zeta può essere valutata esattamente in {\displaystyle s=2}:
{\displaystyle \zeta _{\mathrm {Ai} }(2)=\sum _{i=1}^{\infty }{\frac {1}{a_{i}^{2}}}={\frac {3^{5/3}\Gamma ^{4}({\frac {2}{3}})}{4\pi ^{2}}},}
dove {\displaystyle \Gamma } è la funzione Gamma, una variante continua del fattoriale. Valutazioni simili sono anche possibili per valori di {\displaystyle s} più grandi.
È stato congetturato che il prolungamento analitico della funzione Zeta di Airy valutato in {\displaystyle s=1} valga
{\displaystyle \zeta _{\mathrm {Ai} }(1)={\frac {-3^{-2/3}\Gamma ({\frac {2}{3}})}{\Gamma ({\frac {4}{3}})}}.}